# Savannah (nave atomica)
La NS Savannah era una nave da carico misto americana che fu la prima nave di superficie statunitense del suo tipo ad essere equipaggiata con un reattore nucleare come un alimentatore per il suo impianto di propulsione. Oggi è una nave museo ancorata a Baltimora.

La NS Savannah che passa sotto il Golden Gate di San Francisco nel 1962.

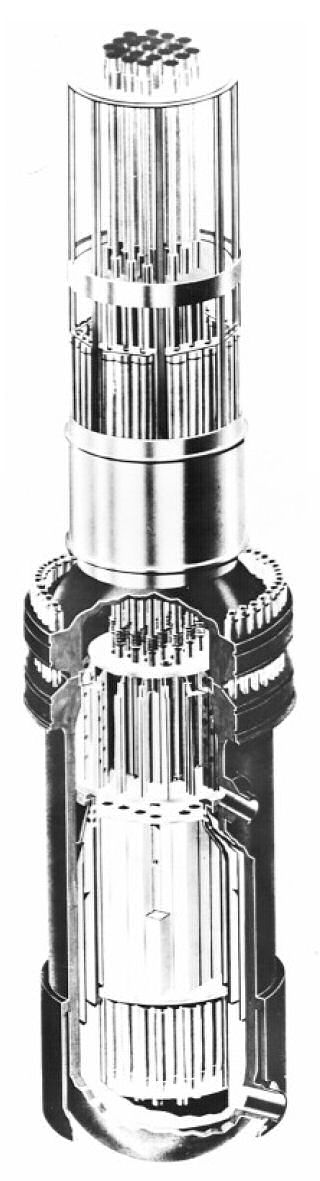
Reattore nucleare della NS Savannah